# Џери Стилер
Џералд Ајзак Стилер (енгл. Gerald Isaac Stiller; Њујорк, 8. јун 1927 — Њујорк, 11. мај 2020) био је амерички комичар и глумац.

## Биографија
Рођен у Њујорку, он је био једино дете Вилијама Стилера, Њујорчанина аустријско-јеврејских родитеља имиграната, и Беле Ситрин, руско-јеврејске имигранткиње. Након студија драме на Универзитету у Сиракузи, дебитовао је 1951. године са Берџесом Мередитом у представи Сребрна пиштаљка.
После неког времена које је провео као резервни глумац, Стилер је прво постао национално познат као један део комедијског дуета Стилер и Мира, са својом женом Ен Миром. Они су у браку још од 1954. године. Упознали су се док су обоје били део импровизациони тима The Compass Players. Као пар су унели многе од стварних проблема из живота у своје импровизоване скечеве. После неколико година усавршавања свог наступа, Стилер и Мира су ушли у сталну поставу Шоуа Еда Саливена и осталих ТВ програма.
Стилер је наставио да изводи и пише током наредних деценија, често гостујући у телевизијским серијама и повремено се појављујући у драмским улогама на телевизији и на позорници. Почетком 1990-их, његова каријера је доживела препород улогом Френка, оца Џорџа Констанзе, у ситкому Сајнфелд од 1993. до 1998. године, као и сличном улогом Артура Спунера у ситкому Краљ Квинса од 1998. до 2007. године.
Стилер и Мира су родитељи глумца Бена Стилера (са којим је Џери играо заједно у филмовима Зулендер и Heavyweights) и глумице Ејми Стилер.
Стилер је написао предговор књизи Фестивус: Празник за нас остале ( 978-0-446-69674-6. ) Алена Салкина која је издата 26. октобра 2005. године.
Стилер и његова супруга су јавно изјавили да ће кренути на терапију како би се излечили од клиничке депресије
Преминуо је природном смрћу 10. маја 2020. године.

## Одабрана филмографија
| Година | Филм       | Улога                 | Напомене |
| ------ | ---------- | --------------------- | -------- |
| 2016.  | Зулендер 2 | Мори Балстин          |          |
| 2001.  | Зулендер   | Мори Балстин          |          |
| 2000.  |            | Морти Фајнмен         |          |
| 1997.  |            | Старац                |          |
| 1992.  |            |                       |          |
| 1988.  |            | Вилбур Тернблед       |          |
| 1974.  |            | Сем                   |          |
| 1974.  |            | Поручник Рико Патроне |          |
| 1974.  |            |                       |          |